# Craterul Dobele
Craterul Dobele este un crater de impact în centrul Letoniei. Orașul Dobele este construit deasupra locului unde este situat craterul.

## Date generale
Acesta este de 4,5 km în diametru și are vârsta estimată la 290 ± 35 milioane ani (epoca Cisuralian din perioada Permian). Structura de impact este îngropată și nu este vizibilă.